# Humići
Humići bosnyák falu Bosznia-Hercegovinában, a Bosznia-hercegovinai Föderáció Una-Szanai kantonjában, Ključ községben. 

## Fekvése
Bosznia-Hercegovina nyugati részén, Bihácstól légvonalban 78, közúton 94 km-re délkeletre, Ključtól légvonalban 3, közúton 4 km-re északra, a Szana bal partján, a folyó nagy kanyarulatában, a Humički-patak torkolatánál fekszik. 

## Népessége
| Nemzetiségi csoport | Népesség 1991 | Népesség 2013 |
| ------------------- | ------------- | ------------- |
| Szerb               | 141           | 0             |
| Bosnyák             | 847           | 740           |
| Horvát              | 1             | 0             |
| Jugoszláv           | 6             | 0             |
| Egyéb               | 10            | 2             |
| Összesen            | 1005          | 742           |

## Története
A falu területe már a középkorban is lakott volt. Ennek bizonyítéka annak a középkori temetőnek a maradványa, ahol különösen sok, mellékletekben gazdag középkori sírkő került elő. Az itt talált sírkőtípusok a 14-15. században terjedtek el Bosznia-Hercegovina, Szerbia, Horvátország és Montenegró területén, és a 10. századi Bulgáriában feltűnt, a kereszténység főáramlatának behódolni nem akaró, Boszniában élő bogumilok sírkövei voltak. A bogumilok többsége az oszmán-törökök európai hódítása során áttért az iszlám hitre.
Humići 1878-ig tartozott az Oszmán Birodalomhoz, majd az Osztrák-Magyar Monarchia része lett. 1879-ben az első osztrák-magyar népszámlálás során a faluban 42 házat és 221 muszlim lakost számláltak. 1910-ben a településen 59 házat és 217 muszlim lakost találtak. A monarchia szétesésével 1918-ben előbb a Szerb-Horvát-Szlovén Királyság, majd 1929-től a Jugoszláv Királyság része. 1921-ben a faluban 48 házat és 299 lakost számláltak. 1945-től a település a szocialista Jugoszlávia része volt.
Humići is azok közé a muszlim falvak közé tartozott, melyeket a bosznai szerbek 1992. május 27-én megtámadtak. A lakosokat fegyverek után kutatva kiűzték házaikból, különválasztva a katonakorú férfiakat. Őket Vukovo Selora vitték, ahol meggyilkolták őket. A falu 18. századi mecsetét a szerbek felrobbantották. A boszniai Szerb Köztársaság rendőrsége augusztusban újabb civileket vitt el Humići faluból, és a manjačai koncentrációs táborba küldte őket. A források tanúsága szerint ezeket a szerencsétlen embereket a manjačai táborba vitték, de nem jutottak el oda. A tábor közvetlen közelében ölték meg őket. Az ő maradványaikat (24 főt) később a Bunarevi 1-es számú tömegsírban azonosították. A boszniai háború idején település 1995 szeptemberéig a szerb félkatonai egységek uralma alatt állt, amikor a Bosznia-Hercegovinai Hadsereg, a Horvát Védelmi Tanács (HVO) és a Horvát Hadsereg (HV) által vezetett közös akciók során visszafoglalták. 2013-ban a falunak 742 lakosa volt, kettő kivételével mind muszlim bosnyákok. 

## Nevezetességei
- Humićiban az első iszlám iskola 1760-ban, az első mecset 1771-ben épült. A gyülekezetben található mecset a legrégebbi ključi mecsetekhez tartozik. A második világháború idején a mecset sértetlen maradt, 1947-ben restaurálták. Ennek során átépítették és kibővítették, és méretei is változtak, 12x9 méteres lett. Mint a legtöbb ključi mecset, kőből épült, fa minarettel. A mecset mellett volt egy hárem. A régi mecsetet 1992. augusztus 4-én a falut elfoglaló szerb egységek felrobbantották és teljesen kiégett. A mecset teteje és minaretje megsemmisült. A mecset belsejében a csupasz falak maradtak, törmelékkel teli, növényzettel és a belenőtt facsemetékkel volt teli. A kőfalak megsérültek, bejárati homlokzatán és annak délnyugati falában nagy lyukakat robbantottak. A falakból elszenesedett fadarabok álltak ki.[11] Lerombolták az imám házát is. Itt kell megjegyezni, hogy a szomszédos Vukovo selo, Plemenice és Ljutića településeken található iszlám iskolák is elpusztultak az agresszió során.[12]

- Sumarak – középkori temető maradványai. A temetőben rendkívül nagyszámú, mintegy 50 darab, különböző típusú középkori stećak maradt fenn. A sírkövek közül sok 1955-ben semmisült meg, majd ez a rombolás ezután is folytatódott. A sírkövek megsemmisülésével együtt 0,80 – 1,00 méteres melységben fekvő csontvázak közül is sokat megsemmisítettek. A sírok közül a Crkvina nevű helyen is többet feltártak, melyek mellékleteként főként ékszerek kerültek elő.[4]